# Lijst van Joodse begraafplaatsen in Noord-Holland
Dit is een lijst van Joodse begraafplaatsen in de Nederlandse provincie Noord-Holland. Voorwaarde voor opname op de lijst is dat er op de begraafplaats in kwestie nog ten minste één grafsteen aanwezig is.
| Plaats                  | Straat                                                                        | Aantal grafstenen | Toegankelijkheid      | Afbeelding |
| ----------------------- | ----------------------------------------------------------------------------- | ----------------- | --------------------- | ---------- |
| Alkmaar                 | Joodse begraafplaats, Westerweg 250                                           | ca. 350           | Afgesloten            |            |
| Amstelveen              | Gan Hasjalom (liberaal), Saskia van Uylenburgweg 4                            | n.b.              | met sleutelkaart      |            |
| Amsterdam               | Begraafplaats Zeeburg, Valentijnkade 124 (Flevopark)                          | ca. 200           | van april t/m oktober |            |
| Beverwijk               | Joodse begraafplaats, op Algemene begraafplaats Duinrust, Bankenlaan 174      | 45                | Tijdens openingsuren  |            |
| Bussum                  | Joodse begraafplaats, op Algemene begraafplaats, Amersfoortsestraatweg 142    | ca. 200           | Tijdens openingsuren  |            |
| Diemen                  | Joodse begraafplaats, Buitenlust 146                                          | n.b.              | Tijdens openingsuren  |            |
| Diemen                  | Joodse begraafplaats, Landlust 2                                              | n.b.              | Tijdens openingsuren  |            |
| Edam                    | Joodse begraafplaats, Oorgat                                                  | 14                | Vrij toegankelijk     |            |
| Enkhuizen               | Joodse begraafplaats, Oranjestraat 16-17                                      | 45                | Afgesloten            |            |
| Haarlem                 | Joodse begraafplaats, Amsterdamsevaart 278-280                                | n.b.              | Vrij toegankelijk     |            |
| Haarlem                 | Joodse begraafplaats, op Algemene Begraafplaats Kleverlaan, Kleverlaan 7B     | n.b.              | Tijdens openingsuren  |            |
| Hilversum               | Joodse begraafplaats, Vreelandseweg 1-3                                       | ca. 500           | n.b.                  |            |
| Hoofddorp               | Gan Hasjalom (liberaal), Hoofdweg Westzijde (Haarlemmermeer)                  | 962               | Tijdens openingsuren  |            |
| Hoorn                   | Joodse begraafplaats, op Algemene begraafplaats Berkhouterweg, Nieuwe Steen 1 | 228               | Tijdens openingsuren  |            |
| Huisduinen (Den Helder) | Joodse begraafplaats, op Algemene begraafplaats, Kerkhoflaan 4                | ca. 300           | Tijdens openingsuren  |            |
| Kortenhoef              | Joodse begraafplaats, Koninginneweg 73B                                       | 12                | Vrij toegankelijk     |            |
| Medemblik               | Joodse begraafplaats, Oude Haven/ Bangert                                     | 33                | Vrij toegankelijk     |            |
| Monnickendam            | Joodse begraafplaats, Zuideinde/Niesenoortsburgwal                            | 36                | n.b.                  |            |
| Muiderberg              | Joodse begraafplaats, Googweg 10                                              | > 10.000          | Tijdens openingsuren  |            |
| Ouderkerk aan de Amstel | Beth Haim (sefardisch), Kerkstraat 110                                        | > 10.000          | Tijdens openingsuren  |            |
| Overveen                | Joodse begraafplaats, Tetterodeweg 13                                         | n.b.              | Afgesloten            |            |
| Santpoort-Zuid          | Joodse begraafplaats, Brederodelaan 54                                        | 3                 | Afgesloten            |            |
| Zaandam                 | Joodse begraafplaats, Westzanerdijk 308-310                                   | 60                | Afgesloten            |            |